# 2-й Мисливський провулок (Житомир)
2-й Мисливський провулок — провулок у Корольовському районі Житомира. 

## Розташування
Провулок розташований в привокзальній частині міста. Починається з 1-го Мисливського провулка. Прямує на схід. Завершується перехрестям з вулицею Добровольчих Батальйонів.  

## Історія
Початок провулку та його садибної забудови сформувалися до початку 1940-х рр. У 1937 році провулок отримав назву Годовікова. Після Другої світової війни забудова провулка продовжилася. У 1958 році закріплена чинна назва провулку. Станом на 1968 рік провулок та його садибна забудова сформовані.  